# Coupe des nations du Pacifique 2018
Navigation
Coupe 2017 Coupe 2019
La Coupe des nations du Pacifique 2018 (en anglais : Pacific Nations Cup 2018) est la treizième édition de la compétition. Elle regroupe les équipes des Fidji, des Tonga, des Samoa et de la Géorgie. La compétition se déroule du 9 au 16 juin 2018.
Grâce à ses deux victoires en autant de matchs, les Fidji remportent la compétition.

## Classement
| Rang | Pays      | J | V | N | D | Bo | Bd | Pm | Pe | Diff | Pts |
| ---- | --------- | - | - | - | - | -- | -- | -- | -- | ---- | --- |
| 1    | Fidji (T) | 2 | 2 | 0 | 0 | 2  | 0  | 61 | 37 | +24  | 10  |
| 2    | Tonga     | 2 | 1 | 0 | 1 | 0  | 1  | 43 | 34 | +9   | 5   |
| 3    | Géorgie   | 2 | 1 | 0 | 1 | 0  | 0  | 31 | 52 | -21  | 4   |
| 3    | Samoa     | 2 | 0 | 0 | 2 | 0  | 1  | 40 | 52 | -12  | 1   |

|  | Vainqueur |

T Tenant du titre
Attribution des points
Victoire : 4, match nul : 2, défaite : 0 ; plus les bonus (offensif : 4 essais marqués minimum ; défensif : défaite par 7 points d'écart maximum).
Règles de classement
Lorsque deux équipes sont à égalité au nombre total de points terrain, la différence se fait aux nombre de points terrains particuliers entre les équipes à égalité.

## Détails des matches

### 1rejournée
| 9 juin 2018 13 h 00 FJT (UTC+12) | Tonga | 15 - 16 | Géorgie | ANZ Stadium (Suva) Arbitre : Brendon Pickerill (Nouvelle-Zélande) |
| 9 juin 2018 13 h 00 FJT (UTC+12) | Essai(s) : Lolohea 71e Halaifonua79e Transformation(s) : Morath (1/1) 79e Pénalité(s) : Takulua (1/2) 38e |         | Essai(s) : Matiashvili 7e Transformation(s) : Matiashvili (1/1) 8e Pénalité(s) : Matiashvili (3/5) 21e, 35e, 60e | ANZ Stadium (Suva) Arbitre : Brendon Pickerill (Nouvelle-Zélande) |
| 9 juin 2018 13 h 00 FJT (UTC+12) | |         | | ANZ Stadium (Suva) Arbitre : Brendon Pickerill (Nouvelle-Zélande) |

| 9 juin 2018 15 h 30 FJT (UTC+12) | Fidji | 24 – 22 | Samoa | ANZ Stadium (Suva) Arbitre : Mike Fraser (Nouvelle-Zélande) |
| 9 juin 2018 15 h 30 FJT (UTC+12) | Essai(s) : Murimurivalu 25e Volavola 32e Seniloli 38e Goneva 50e Transformation(s) : Volavola (2/4) 39e, 51e |         | Essai(s) : Matavao 59e Lam 68e Polataivao 78e Transformation(s) : Pisi (1/1) 60e Tuala (1/2) 79e Pénalité(s) : Pisi (1/1) 22e | ANZ Stadium (Suva) Arbitre : Mike Fraser (Nouvelle-Zélande) |
| 9 juin 2018 15 h 30 FJT (UTC+12) | |         | | ANZ Stadium (Suva) Arbitre : Mike Fraser (Nouvelle-Zélande) |

### 2ejournée
| 16 juin 2018 13 h 00 FJT (UTC+12) | Tonga | 28 - 18 | Samoa                                                                                                  | ANZ Stadium (Suva) Arbitre : Brendon Pickerill (Nouvelle-Zélande) |
| 16 juin 2018 13 h 00 FJT (UTC+12) | Essai(s) : Lolohea 6e Vuna 18e Latu 59e Transformation(s) : Takulua (2/3) 7e, 19e Pénalité(s) : Takulua (3/3) 31e, 49e, 58e |         | Essai(s) : Fidow 75e Matavao 80e Transformation(s) : Pisi (1/2) 80e Pénalité(s) : Tuala (2/2) 13e, 23e | ANZ Stadium (Suva) Arbitre : Brendon Pickerill (Nouvelle-Zélande) |
| 16 juin 2018 13 h 00 FJT (UTC+12) | |         | | ANZ Stadium (Suva) Arbitre : Brendon Pickerill (Nouvelle-Zélande) |

| 9 juin 2018 15 h 30 FJT (UTC+12) | Fidji | 37 – 15 | Géorgie | ANZ Stadium (Suva) Arbitre : Jérôme Garcès (France) |
| 9 juin 2018 15 h 30 FJT (UTC+12) | Essai(s) : Seniloli (2) 14e, 17e Vatubua 49e Lomani (2) 62e, 78e Radradra 83e Transformation(s) : Nadolo (2/4) 50e, 63e Pénalité(s) : Nadolo (1/1) 55e |         | Essai(s) : Kolelishvili 23e Todua 39e Transformation(s) : Matiashvili (1/2) 24e Pénalité(s) : Matiashvili (1/2) 9e | ANZ Stadium (Suva) Arbitre : Jérôme Garcès (France) |
| 9 juin 2018 15 h 30 FJT (UTC+12) | |         | | ANZ Stadium (Suva) Arbitre : Jérôme Garcès (France) |